# Joop van den Berg (Eerste Kamerlid)
Johannes Theodorus Jozef (Joop) van den Berg (Maastricht, 2 april 1941) is een Nederlands voormalig Eerste Kamerlid namens de PvdA, voormalig journalist, emeritus  hoogleraar en columnist.

## Biografie
Van den Berg begon zijn journalistieke loopbaan als parttime leerling-redacteur bij het dagblad De Gelderlander. Vervolgens was hij van 15 september 1968 tot 1 april 1970 redacteur bij het Limburgs Dagblad en daarna adjunct-hoofdredacteur bij die krant. Van 1 augustus 1971 tot 1 oktober 1981 was hij wetenschappelijk medewerker parlementaire geschiedenis aan de Rijksuniversiteit Leiden.
Vervolgens maakte hij de overstap naar de politiek als directeur van de Wiardi Beckman Stichting, het wetenschappelijk bureau van de Partij van de Arbeid, van 1 oktober 1981 tot 1 november 1989. Daarna keerde hij terug naar de Universiteit Leiden, waar hij hoogleraar Nederlandse politiek en parlementaire geschiedenis werd. Deze functie combineerde hij een aantal jaren met het lidmaatschap van de Eerste Kamer der Staten-Generaal (van 14 april 1992 tot 1 augustus 1996). Hij was fractievoorzitter van 13 juni 1995 tot 1 augustus 1996.
Van 16 augustus 1996 tot 1 oktober 2002 was hij hoofddirecteur van de Vereniging van Nederlandse Gemeenten. Hij keerde opnieuw terug naar de Universiteit Leiden, waar hij van 16 augustus 1996 tot 1 oktober 2006 deeltijd-hoogleraar parlementaire geschiedenis was. Van 1 januari 2004 tot 1 juli 2012 was hij honorair hoogleraar "Het parlementaire stelsel: rechtsnormen en machtsverhoudingen" aan de Universiteit Maastricht.
Sinds 1 november 2012 is Joop van den Berg als fellow verbonden aan het Montesquieu Instituut (een multidisciplinair instituut op het snijvlak van democratie, politiek en parlementaire besluitvorming in Nederland en Europa) Hij is medeoprichter van dat instituut en tot juli 2012 was hij ook voorzitter van de Wetenschappelijke Raad van Advies. Toen hij zijn functie als hoogleraar in Maastricht neerlegde vanwege zijn leeftijd, is hij ook gestopt met dat voorzitterschap en met het lidmaatschap van de Wetenschappelijke Raad van het Centrum voor Parlementaire Geschiedenis in Maastricht. Hij is wel doorgegaan met zijn adviesfunctie bij het Parlementair Documentatiecentrum.
De bacheloropleiding Politicologie van de universiteit van Leiden looft jaarlijks de Prof. Dr. J.Th.J. van den Berg-prijs uit voor de beste eindscriptie. Van den Berg heeft verschillende boeken geschreven, onder meer over collegevorming in gemeenten, ontwikkeling van de lokale democratie en de compromisvorming in het Nederlandse parlement. Ook schrijft hij columns, onder anderen op de website Parlement.com. Hij heeft begrippen als de Haagse kaasstolp  en prefab-Kamerlid geïntroduceerd in het Nederlandse taalgebruik.

## Lijst van publicaties (selectie)
- Crisis in de Nederlandse politiek (samen met H.A.A. Molleman, 1974)
- Parlement en Politiek (cursusboek Teleac, samen met J.J. Vis, 1977 en 1992, en D.J. Elzinga, 1992)
- De toegang tot het Binnenhof. De maatschappelijke herkomst van de Tweede-Kamerleden (dissertatie, 1983)
- "Het "prefab-kamerlid." De gewijzigde recrutering van de Tweede Kamerleden sinds 1971-1972", in: Tussen Nieuwspoort en Binnenhof (1989) (tevens mederedacteur bundel)
- Stelregels en spelregels in de Nederlandse politiek (oratie Leiden, 1990)
- De Republiek der Deelbelangen. De communicatie tussen ondernemer en parlement (1993)
- In het stadhuis zijn geen stemmen te halen, een essay over raad en raadslid (1997)
- Samenhang en overzicht, een essay over de lokale democratie aan het einde van de eeuw van de staat (1998)
- Tweehonderd jaar grondwetgeving: historie en actualiteit (Daalderlezing, 1998)
- Verantwoorden of vertrekken, een essay over politieke verantwoordelijkheid (1999)
- Een kwestie van vertrouwen, een essay over de terugkeer van de politiek in het openbaar bestuur (2002)
- De aanspraak der Natie. Het koninklijk recht van Kamerontbinding en de rol van de kiezer (oratie Maastricht, 2004)
- De Eerste Kamer, of de zin van rivaliteit (afscheidscollege Leiden, 2006)
- "De parlementaire orde is een politieke orde", in: Vertrouwen en zelfvertrouwen. Rapport parlementaire zelfreflectie (Kamerstukken II, 2008-2009, 31.845, nr. 3, 130-140)
- De dominee en 'de tweede apostel Paulus' (afscheidscollege Maastricht, 2012)
- De eerste honderdvijftig jaar. Parlementaire geschiedenis van Nederland 1796-1946 (samen met J.J. Vis, 2013)
- Eigenzinnige liberalen. Onafhankelijk denkende politici in Nederland (met Fleur de Beaufort en Patrick van Schie, 2014)
- Macht verloren, gezag versterkt. Historische en staatsrechtelijke opmerkingen over het koningschap in Nederland (2016)
- Zeventig jaar zoeken naar het compromis. Parlementaire geschiedenis van Nederland 1946-2016 (samen met Bert van den Braak, 2017)
- De Gemeenteraad. Ontstaan en ontwikkeling van de lokale democratie (redactie en medeauteur, met anderen, 2018)
- 'Te zorgen dat de wetten behoorlijk worden uitgevoerd', Een essay over commissaris en constitutie (Montesquieu Reeks deel 10, 2018)
- diverse artikelen en hoofdstukken in boeken over o.a. constitutionele vraagstukken, de verhouding tussen regering en parlement en het democratisch socialisme

- Parlement.com: vg09llmk0bzk
- Virtual International Authority File: 92963764